# ISO 8601
ISO 8601 „Елементи на данни и формати за обмен. Информационен обмен. Представяне на дати и време“ е международен стандарт за обмен на дати и данни за време.
Той е приет от Международна организация по стандартизация (ISO) и оповестен за пръв път през 1988 г. Целта на стандарта е да осигури недвусмислен и ясно определен начин на представяне на дати и времена, така че да се избегне погрешното тълкуване на цифрово изразени дати и времена, особено когато данните се обменят между държави с различни обичаи в начина на записване на дати и времена.

## История
Първото издание на стандарта ISO 8601 е оповестено през 1988 г. С появата си той обединява и заменя редица стари ISO-стандарти, уреждащи начина на записване на дати и времена: ISO 2014, ISO 2015, ISO 2711, ISO 3307 и ISO 4031.
През 2000 г. стандартът е заменен с второ издание, а през 2004 г. – с актуалното трето издание ISO 8601:2004 ((en)), оповестено на 3 декември 2004 г.
Стандартът, който първоначално въвежда изцяло цифрово записване на дати в ред от голямо към малко – [YYYY]-[MM]-[DD], е ISO 2014. Редът за цифрово записване на седмици е въведен с ISO 2015, а отъждествяването на дните с поредни дати е определено за пръв път с ISO 2711.
Стандартът ISO 8601 се поддържа от Технически комитет 154 на ISO – TC 154.

## Основни правила
- Стойностите за дата и време се подреждат от най-значителната към най-незначителната: година, месец (или седмица), ден, час, минута, секунда и част от секунда. Така при речниково подреждане на записите, то отговаря на хронологичната подредба, освен при записи на отрицателни години. Това дава възможност датите да бъдат естествено подредени по величина (например при файловите системи).
- Всяка стойност за дата и време има точно определен брой цифри, които трябва да бъдат подпълнени с водещи нули.
- Има два начина на записване на израза:
  - основен начин с минимален брой на разделителите
  - разширен начин с добавени разделители за улеснено разчитане от хора. [3] Стандартът обръща внимание, че „Основният начин следва да се избягва в обикновено писмо.“[4] Разделителят, използван между стойностите за дата (година, месец, седмица и ден) е дефис, докато двоеточие се използва за разделител между стойностите за време (час, минута и секунда). Например, осмият ден на първия месец на 2013 г. може да се запише като „2013-01-08“ при разширен начин на записване или „20130108“ при основен начин, без да е двусмислено.

- За намалена точност, в уместни случаи, всяка стойност може да отпадне от записа на дата и време, но при спазване на ред от най-незначителната към най-значителната. Например, „2003-05“ е действителна ISO 8601 дата, означаваща месец май (петият месец) на 2003 г. Този запис не означава петият ден от някой неопределен месец на 2003 г., нито времетраене от 2003 до 2005 г.

- В определени случаи стандартът поддържа добавяне на десетични дроби към най-малката времева стойност в израза.